# Johnny Coles
John Coles (3 de julho de 1926 – 21 de dezembro de 1997) foi um trompetista de jazz americano.

## Vida pregressa
Coles nasceu em Trenton, Nova Jersey, em 3 de julho de 1926. Ele cresceu na Filadélfia e foi autodidata no trompete.

## Vida e carreira
Coles passou o início de sua carreira tocando com grupos de R&B, incluindo os de Eddie Vinson (1948–1951), Bull Moose Jackson (1952) e Earl Bostic (1955–1956). Esteve com James Moody de 1956 a 1958, e tocou com a orquestra de Gil Evans entre 1958 e 1964, inclusive para o álbum Out of the Cool. Depois disso, ele passou um tempo com Charles Mingus em seu sexteto, que também incluiu Eric Dolphy, Clifford Jordan, Jaki Byard e Dannie Richmond .  Depois disso, ele tocou com Herbie Hancock (1968–1969), Ray Charles (1969–1971), Duke Ellington (1971–1974), Art Blakey (1976), Dameronia, Mingus Dynasty e a Count Basie Orchestra sob a direção de Thad Jones (1985–1986).
Em 1985 Coles se estabeleceu na área da Baía de São Francisco; gravou com Frank Morgan e Chico Freeman no ano seguinte. Após seu retorno à Filadélfia em 1989, ele novamente trabalhou com Morgan e fez parte da Philip Morris Superband de Gene Harris. Em 1990 gravou com Charles Earland e Buck Hill. Coles gravou como líder várias vezes ao longo de sua carreira. Ele morreu de câncer em 21 de dezembro de 1997 na Filadélfia.

## Discografia

### Como líder
- The Warm Sound (Epic, 1961)
- Little Johnny C (Blue Note, 1963)
- Katumbo (Dance) (Mainstream, 1971)
- New Morning (Criss Cross Jazz, 1982)
- Two at the Top (Uptown, 1983) com Frank Wess

### Como ajudante
Com Geri Allen
- Some Aspects of Water (Storyville, 1996)

Com Tina Brooks
- The Waiting Game (Blue Note, 1961)

Com Gil Evans
- New Bottle Old Wine (World Pacific, 1958)
- Great Jazz Standards (World Pacific, 1959)
- Out of the Cool (Impulse!, 1960)
- The Individualism of Gil Evans (Verve, 1964)
- Blues in Orbit (Enja, 1971)
- Where Flamingos Fly (Artists House, 1971 [1981])
- Bud and Bird (Electric Bird/King, 1986 [1987])
- Farewell (Evidence, 1986 [1992])

Com Booker Ervin
- Booker 'n' Brass (Pacific Jazz, 1967)

Com Astrud Gilberto
- Look to the Rainbow (Verve, 1966)

Com Grant Green
- Am I Blue (Blue Note, 1962)

Com Herbie Hancock
- The Prisoner (Blue Note, 1969)
- Fat Albert Rotunda (Warner Bros., 1969)

Com Buck Hill
- The Buck Stops Here (Muse, 1992)

Com Etta Jones
- Christmas with Etta Jones (Muse, 1990)

Com Philly Joe Jones Dameronia
- To Tadd with Love (Uptown, 1982)

Com Charles Mingus
- Charles Mingus Sextet with Eric Dolphy Cornell 1964 (Blue Note, 1964 [2007])
- Town Hall Concert (Fantasy, 1964)
- Revenge! (Revenge, 1964 [1996])
- The Great Concert of Charles Mingus (America, 1964)
- Hope so Eric Volume 1 Charles Mingus Orchestra, com Eric Dolphy 1964 (Itália: Ingo, 1964)

Com James Moody
- Flute 'n the Blues (Argo, 1956)
- Moody's Mood for Love (Argo, 1956)
- James Moody (Argo, 1959)
- Great Day (Argo, 1963)
- The Blues and Other Colors (Milestone, 1969)

Com Frank Morgan
- Bebop Lives! (Contemporary, 1987)

Com Horácio Parlan
- Happy Frame of Mind (Blue Note, 1963; lançado pela primeira vez como parte de Back from the Gig como por Booker Ervin, 1976)

Com Duque Pearson
- Hush! (Jazzline, 1962)
- Honeybuns (Atlantic, 1965)
- Prairie Dog (Atlantic, 1966)

Com AK Salim
- Stable Mates (Savoy, 1957)
- Afro-Soul/Drum Orgy (Prestige, 1965)